# Baschmakowo (Pensa)
Baschmakowo (russisch Башмако́во) ist eine Siedlung städtischen Typs in der Oblast Pensa (Russland) mit 10.416 Einwohnern (Stand 14. Oktober 2010).

## Geographie
Die Siedlung liegt etwa 130 km westlich des Oblastverwaltungszentrums Pensa am Oberlauf des Poim, eines rechten Nebenflusses der Worona.
Baschmakowo ist Verwaltungszentrum des Rajons Baschmakowski sowie Sitz und einzige Ortschaft der Stadtgemeinde (gorodskoje posselenije) Possjolok Baschmakowo.

## Geschichte
Die Siedlung entstand 1875 um eine Bahnstation an der 1874 eröffneten Strecke Morschansk – Pensa – Sysran zwischen dem nördlich gelegenen Dorf Koljossowka und dem südlich gelegenen, seit 1860 bekannten Weiler Michailowka (beide wurden später eingemeindet). Die Station wurde nach zwei Gesellschaftern der Morschansk-Sysraner Eisenbahn wie auch der bereits 1867 errichteten, westlich anschließenden Rjaschsk-Morschansker Eisenbahn benannt, den Brüdern Alexander und Sergei Baschmakow (auch Ingenieur beim Streckenbau).
1928 wurde Baschmakowo Verwaltungssitz eines Rajons, seit 1959 besitzt es den Status einer Siedlung städtischen Typs.

### Bevölkerungsentwicklung
| Jahr | Einwohner |
| ---- | --------- |
| 1939 | 3.866     |
| 1959 | 11.245    |
| 1970 | 7.642     |
| 1979 | 8.876     |
| 1989 | 9.935     |
| 2002 | 9.783     |
| 2010 | 10.416    |

Anmerkung: Volkszählungsdaten

## Verkehr
Baschmakowo liegt bei Kilometer 541 (ab Moskau) der Strecke Rjaschsk – Sysran, Teil der ältesten Verbindung zwischen Zentralrussland und dem Ural.
Straßenverbindung besteht über Regionalstraßen nach Süden zur etwa 25 km entfernten föderalen Fernstraße R208 Tambow – Belinski – Pensa, nach Nordosten zunächst entlang der Bahnstrecke bis Patschelma und weiter nach Nischni Lomow an der M5 Ural Moskau – Tscheljabinsk sowie in nordwestlicher Richtung in das benachbarte Rajonzentrum Semettschino und weiter ebenfalls zur M5.